# Agroiconota gibbipennis
Agroiconota gibbipennis là một loài bọ cánh cứng trong họ Chrysomelidae. Loài này được Borowiec miêu tả khoa học năm 2005.